# Hedychium roxburghii
Hedychium roxburghii är en enhjärtbladig växtart som beskrevs av Carl Ludwig von Blume. Hedychium roxburghii ingår i släktet Hedychium och familjen Zingiberaceae.

## Underarter
Arten delas in i följande underarter: